# Zdzisław Raczyński
Pour les articles homonymes, voir Raczyński.
Zdzisław Aleksander Raczyński, né le 18 octobre 1959, est un diplomate, écrivain et journaliste polonais, francophone.  

## Biographie
Zdzisław Raczyński est né le 18 octobre 1959 à Werpol dans l'est de la Pologne. Il a fait ses études à l'université de Varsovie, à la faculté des sciences politiques. Il a aussi obtenu un diplôme d'études arabes à l'Institut d'État des relations internationales de Moscou. De 1990 à 1996, Raczyński a été correspondant de l'Agence de presse polonaise (PAP) à Moscou. De 1997 à 2000, il a occupé le poste de conseiller du chef du Bureau de la sécurité nationale de Pologne. Raczyński a rejoint le ministère des Affaires étrangères en mai 2001. Il a occupé les postes de directeur du département de l’Europe de l’Est, puis de directeur adjoint du département de l’Europe. De 2004 à 2007, il a été ambassadeur de Pologne en Tunisie. De 2010 à 2014, ambassadeur en Arménie. Entre octobre 2016 et 2021 il a également été le chef du syndicat des diplomates polonais au ministère des Affaires étrangères.
En tant que journaliste et romancier, Raczynski a publié plusieurs articles sur les questions de politique russe et sur le monde arabe. En 2018, il a publié le roman Harib sur la révolution libyenne  (ISBN 978-83-283-3995-8). Son roman Le pavot sur les paupières  (ISBN 978-83-956355-4-0) sur l'Holocauste d'une communauté juive dans une petite ville de l'est de la Pologne a été publié en 2021.